# Saules akmens
«Солнечный камень» (латыш. Saules akmens) — офисный небоскрёб в Риге, на Кипсале, построенный в 2002—2004 годах. Здание включает 27 этажей (26 этажей + технический этаж) высотой 91 м, а также пилон, достигающий высоты 122,78 метров, что делало это здание до 2015 года самым высоким в Риге и вторым по высоте в странах Балтии. В здании находится штаб-квартира Swedbank.

## Технические характеристики
- Высота здания: 122,78 метра (в верхней части колонки)
- Количество этажей: 27 этажей, 2 подземных уровня.
- Общая площадь: 29 908 м²
- Парковка: 6735 м² (400 машино-мест)
- Средняя площадь этажа: 756 м²
- Общая грузоподъёмность лифтов: 14 500 кг
- Металлическая конструкция: 100 тонн
- Забито 286 свай на глубину 27 метров.
- Бетон: 14 000 м³
- Стекло: 13 000 м²
- Электрические кабели: 500 км
- Трубы: 50 км
- Занятые строители: 300
- Участие дизайнеров, консультантов: 80